# Cheval des forêts
Equus caballus germanicus, Equus germanicus, Equus ferus ferus silvaticus
Sous-espèce
Equus caballus germanicus ou Equus ferus ferus silvaticus est une sous-espèce préhistorique du cheval (Equus caballus). Il est généralement assimilé au cheval des forêts, postulat de la théorie de l'université d'Uppsala sur l'origine des chevaux domestiques.

## Taxonomie
L'existence du « cheval des forêts » est un postulat de la théorie de l'université d'Uppsala ; elle est issue d'une étude comparative d'ADN mitochondrial de chevaux fossiles trouvés dans le pergélisol d'Alaska et des chevaux actuels de différentes races (191), dont certaines dites primitives. Elle suggère que des chevaux ont été domestiqués à partir de nombreux spécimens sûrement issus de plusieurs lieux différents.
Du fait que la diversité génétique des chevaux est plus grande que celle des autres animaux domestiques, soit il existe une certaine proximité avec la ou les espèces sauvages originales, soit la domestication s'est faite à partir d'un bien plus grand nombre de spécimens.
Selon cette théorie, il y avait entre quatre et sept sous-espèces de chevaux primitifs avant la domestication de cet animal, chacune s'étant adaptée à un écosystème donné. Le cheval des forêts est censé avoir donné naissance à la plupart des races dites warmblood du nord de l'Europe, ainsi qu'à certaines races très anciennes de chevaux de trait (coldblood), tels que l'Ardennais. Il s'agissait d'un grand cheval lent et lourd, avec de larges sabots qui lui permettaient de vivre dans les zones marécageuses de l'Europe, et un pelage épais et rugueux qui lui servait de camouflage.
Les tenants de la théorie des quatre lignées fondatrices ont nommé ce cheval Equus ferus ferus silvaticus et Equus germanicus.